# Macednus
Macednus is een geslacht van wantsen uit de familie van de Miridae (Blindwantsen). Het geslacht werd voor het eerst wetenschappelijk beschreven door Ernst Evald Bergroth in 1920.

## Soorten
Het genus is monotypisch en bevat alleen de volgende soort:

- Macednus longipennis Bergroth, 1920